# Codi d'aeroports OACI
El codi d'aeroports OACI o indicatiu de localització és un codi alfanumèric de quatre caràcters el qual designa cada aeroport en el món. Aquests codis són decidits per l'Organització d'Aviació Civil Internacional o també anomenada ICAO (en anglès: International Civil Aviation Organization) la qual en va fer pública la seva aparició en el Document 7910 anomenat Location Indicators.
Aquests codis són utilitzats principalment per al control del trànsit aeri i les operacions de les aerolínies, com ara per a la planificació del vol. No són el mateix que els codis d'aeroports IATA, més emprats de cara al públic en general com per exemple en els horaris dels vols, reserves i per identificar els equipatges. Els codis IATA normalment deriven del nom de l'aeroport o si més no de la ciutat a la qual serveix; els codis OACI, en canvi, estan distribuïts segons la regió i el país on es trobi l'aeroport.

## Història
La Segona Guerra Mundial va provocar un gran augment en els vols internacionals la qual cosa va provocar preocupacions referents a la seguretat i la comunicació pel que fa al transport aeri. Després de la guerra, i sota els auspicis de les Nacions Unides, es van definir unes regions a causa de la millora del control del tràfic aeri i la identificació dels aeroports fent-la més senzilla i clara. Aquestes regions van rebre el nom de Flight Information Region. Actualment aquestes regions i les de OACI no sempre utilitzen els mateixos límits, però solen ser molt semblants.
Des que els militars militars havien fet tants vols de llarg radi, l'anglès es va convertir en el principal idioma per al control del tràfic aeri internacional. La influència dels aliats també havia tingut ressò a l'hora de realitzar algunes seleccions de codis. També hi havia la influència dels codis de l'estació nacional de ràdio existent: per exemple les estacions del Canadà ja començaven per "C" de manera que semblava lògic començar els identificadors d'aeroports al Canadà d'aquesta manera. La majoria dels altres identificadors tenen una relació fonètica menys recognoscible.
El continent europeu havia de tenir els identificadors d'aeroports començant per la lletra "E", però era un espai massa gran per a una sola lletra. Per tant, la "E" es va convertir en la primera lletra majoritària dels identificadors del nord d'Europa amb una segona lletra addicional per tal de definir-ne més la localització (per exemple: EGxx per Gran Bretanya "Great Britain", EDxx per Alemanya "Deutschland"…). La lletra "L" va esdevenir l'identificador pels aeroports del sud d'Europa (per exemple: LExx per Espanya "España", LIxx per Itàlia "Italia"…).
Els Estats Units tenien una peculiar situació en la qual hi havia dues lletres que eren utilitzades al principi dels indentificadors de les estacions de ràdio. La lletra "W" (provinent del mot Westinghouse) era utilitzada en les estacions de l'est del Mississipi i la "K" per aquelles estacions de l'oest. Finalment la "K" va ser seleccionada per als codis d'aeroports OACI.

## Prefixos
| - A=Pacífic Sud Occidental - AG - Salomó - AN - Nauru - AY - Papua Nova Guinea - B=Islàndia / Groenlàndia i Kosovo - BG - Groenlàndia - BI - Islàndia - BK - Kosovo - C=Canadà - C - Canadà - D=Oest d'Àfrica - DA - Algèria - DF - Burkina Faso - DG - Ghana - DI - Costa d'Ivori - DN - Nigèria - DR - Níger - DT - Tunísia - DX - Togo - E=Nord d'Europa - EB - Bèlgica - ED - Alemanya - EE - Estònia - EF - Finlàndia - EG - Regne Unit - EH - Països Baixos - EI - Irlanda - EK - Dinamarca - EL - Luxemburg - EN - Noruega - EP - Polònia - ES - Suècia - ET - Alemanya (militar) - EV - Letònia - EY - Lituània - F=Àfrica Austral - FA - Sud-àfrica - FB - Botswana - FC - República del Congo - FD - Swazilàndia - FE - República Centreafricana - FG - Guinea Equatorial - FH - Illa de l'Ascensió - FI - Maurici - FJ - Territori Britànic de l'Oceà Índic - FK - Camerun - FL - Zàmbia - FM - Comores, Madagascar, Mayotte, Illa de la Reunió - FN - Angola - FO - Gabon - FP - São Tomé i Príncipe - FQ - Moçambic - FS - Seychelles - FT - Txad - FV - Zimbabwe - FW - Malawi - FX - Lesotho - FY - Namíbia - FZ - República Democràtica del Congo - G=Àfrica del Nord Occidental - GA - Mali - GB - Gàmbia - GC - Illes Canàries (Espanya) - GE - Ceuta i Melilla (Espanya) - GF - Sierra Leone - GG - Guinea Bissau - GL - Libèria - GM - Marroc - GO - Senegal - GQ - Mauritània - GS - Sàhara Occidental - GU - Guinea - GV - Cap Verd - H=Àfrica del Nord Oriental - HA - Etiòpia - HB - Burundi - HC - Somàlia - HD - Djibouti (també HF) - HE - Egipte - HF - Djibouti (també HD) - HH - Eritrea - HK - Kenya - HL - Líbia - HR - Ruanda - HS - Sudan i Sudan del Sud - HT - Tanzània - HU - Uganda - K=Estats Units - K - Estats Units | - L=Sud d'Europa, Israel i Turquia - LA - Albània - LB - Bulgària - LC - Xipre - LD - Croàcia - LE - Espanya - LF - França (inclòs Saint-Pierre i Miquelon) - LG - Grècia - LH - Hongria - LI - Itàlia - LJ - Eslovènia - LK - República Txeca - LL - Israel - LM - Malta - LN - Mònaco - LO - Àustria - LP - Portugal (incloses les illes Açores) - LQ - Bòsnia i Hercegovina - LR - Romania - LS - Suïssa - LT - Turquia - LU - Moldàvia - LV - Palestina - LW - Macedònia del Nord - LX - Gibraltar - LY - Sèrbia i Montenegro - LZ - Eslovàquia - M=Amèrica Central i Mèxic - MB - Illes Turks i Caicos - MD - República Dominicana - MG - Guatemala - MH - Hondures - MK - Jamaica - MM - Mèxic - MN - Nicaragua - MP - Panamà - MR - Costa Rica - MS - El Salvador - MT - Haití - MU - Cuba - MW - Illes Cayman - MY - Bahames - MZ - Belize - N=Pacífic Sud - NC - Illes Cook - NF - Fiji, Tonga - NG - Kiribati, Tuvalu - NI - Niue - NL - Wallis i Futuna (França) - NS - Samoa i Samoa Nord-americana - NT - Polinèsia Francesa (França) - NV - Vanuatu - NW - Nova Caledònia (França) - NZ - Nova Zelanda, Antàrtida - O=Àsia Occidental - OA - Afganistan - OB - Bahrain - OE - Aràbia Saudita - OI - Iran - OJ - Jordània i Cisjordània - OK - Kuwait - OL - Líban - OM - Emirats Àrabs Units - OO - Oman - OP - Pakistan - OR - Iraq - OS - Síria - OT - Qatar - OY - Iemen - P=Pacífic Nord Oriental - PA - Alaska (Estats Units) - PB - Illa Baker (Estats Units) - PC - Kiribati (Illes Fènix) - PF - Fort Yukon (Alaska, Estats Units) - PG - Guam, Illes Marianes Septentrionals (Estats Units) - PH - Hawaii (Estats Units) - PJ - Atol Johnston (Estats Units) - PK - Illes Marshall (Estats Units) - PL - Kiribati (Illes de la Línia) - PM - Atol Midway (Estats Units) - PO - Oliktok (Alaska, Estats Units) - PP - Point Lay (Alaska, Estats Units) - PT - Estats Federats de Micronèsia, República de Palau - PW - Illes Wake (Estats Units) - R=Pacífic Nord Occidental - RC - República de la Xina - RJ - Japó - RK - Corea del Sud - RO - Prefectura d'Okinawa i Yoron (Japó) - RP - Filipines | - S=Amèrica del Sud - SA - Argentina - SB - Brasil (també SD, SI, SJ, SN, SS i SW) - SC - Xile - SD - Brasil (també SB, SI, SJ, SN, SS i SW) - SE - Equador - SF - Illes Falkland (Regne Unit) - SG - Paraguai - SI - Brasil (també SB, SD, SJ, SN, SS i SW) - SJ - Brasil (també SB, SD, SI, SN, SS i SW) - SK - Colòmbia - SL - Bolívia - SM - Surinam - SN - Brasil (també SB, SD, SI, SJ, SS i SW) - SO - Guaiana Francesa (França) - SP - Perú - SS - Brasil (també SB, SD, SI, SJ, SN i SW) - SS - Brasil - SU - Uruguai - SV - Veneçuela - SW - Brasil (també SB, SD, SI, SJ, SN i SS) - SY - Guyana - T=Carib - TA - Antigua i Barbuda - TB - Barbados - TD - Dominica - TF - Guadalupe, Martinica, Saint-Barthélemy (Antilles) i Illa de Sant Martí (França) - TG -Grenada - TI - Illes Verges Nord-americanes (Estats Units) - TJ - Puerto Rico (Estats Units) - TK - Saint Kitts i Nevis - TL - Saint Lucia - TN - Illes BES, Aruba, Bonaire, Curaçao, Sint Maarten (Països Baixos) - TQ - Anguilla (Regne Unit) - TR - Illa de Montserrat (Regne Unit) - TT - Trinitat i Tobago - TU - Illes Verges Britàniques (Regne Unit) - TV - Saint Vincent i les Grenadines - TX - Bermuda (Regne Unit) - U=Rússia i antics estats soviètics - U - Rússia (excepte UA, UB, UD, UG, UK i UT) - UA - Kazakhstan, Kirguizstan - UB - Azerbaidjan - UD - Armènia - UG - Geòrgia - UK - Ucraïna - UM - Belarús - UT - Tadjikistan, Turkmenistan, Uzbekistan - V=Àsia Meridional, Àsia Sud-oriental, Hong Kong i Macau - VA - Índia (zona oest) - VC - Sri Lanka - VD - Cambodja - VE - Índia (zona est) - VG - Bangladesh - VH - Hong Kong - VI - Índia (zona nord) - VL - Laos - VM - Macau - VN - Nepal - VO - Índia (zona sud) - VQ - Bhutan - VR - Maldives - VT - Tailàndia - VV - Vietnam - VY - Myanmar - W=Àsia sud-oriental insular - WA - Indonèsia (també WI, WQ i WR) - WB - Malàisia (zona oriental), Brunei - WI - Indonèsia (també WA, WQ i WR) - WM - Malàisia - WP - Timor-Leste - WQ - Indonèsia (també WA, WI i WR) - WR - Indonèsia (també WA, WI i WQ) - WS - Singapur - Y=Austràlia - Y - Austràlia - Z=Àsia Oriental (excepte alguns territoris) - Z - República Popular de la Xina - ZK - Corea del Nord - ZM - Mongòlia |